# Santa Catarina Jamixtepec
Santa Catarina Jamixtepec är en ort i Mexiko.   Den ligger i kommunen San Carlos Yautepec och delstaten Oaxaca, i den sydöstra delen av landet, 500 km sydost om huvudstaden Mexico City. Santa Catarina Jamixtepec ligger 469 meter över havet och antalet invånare är 233.
Terrängen runt Santa Catarina Jamixtepec är kuperad österut, men västerut är den bergig. Runt Santa Catarina Jamixtepec är det glesbefolkat, med 10 invånare per kvadratkilometer. Närmaste större samhälle är Santa María Xadani, 8,4 km söder om Santa Catarina Jamixtepec. I omgivningarna runt Santa Catarina Jamixtepec växer huvudsakligen savannskog.